# جيفا

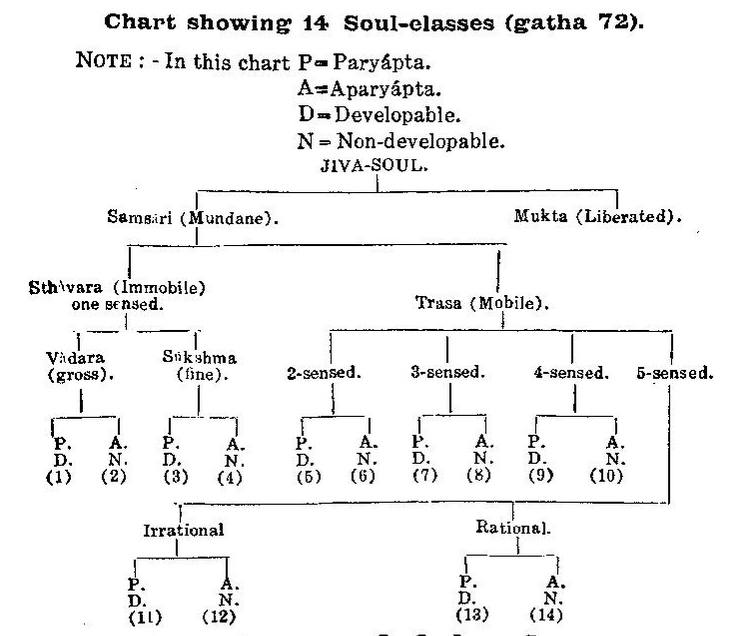
فئات الجيفا

في الهندوسية والجاينية، «جيفا» ((بالسنسكريتية: जीव)‏, jīva, alternative spelling jiwa; (بالهندية: जीव)‏, jīv, alternative spelling jeev) هو كائن حي، أو أي كيان مدعم بقوة الحياة
.
في الجاينية، الجيفا هي جوهر خالص أو روح كائن حي (الإنسان، الحيوان، الأسماك، النباتات) والتي تبقى على قيد الحياة. أما مفهوم «أجيفا Ajiva» في الجاينية فيعني «ليست روح»، وتمثّل المادة (بما في ذلك الجسد) والوقت والفضائ واللاحركة والحركة. في الجاينية، «الجيفا» تكون إما «سامزاري» (دنيوية، أو في دورة ولادة جديدة) أو «موكتا» (روح محررة).
في الهندوسية، مفهوم الجيفا يشبه مفهوم أتمان. لكن بعض التقاليد الهندوسية تفرّق بين المفهومين، حيث تعتبر الجيفا ذات فردية، في حين أن أتمان ذات متغيرة كونية تتواجد في كل الكائنات الحية وكل شيء آخر كما في براهمان الميتافيزيقية.
اشتقت الكلمة من اللغة السنسكريتية من "jivás" وجذرها jīv- والتي تعني «التنفّس». وهو ذات الجذر في اللغات الهندوأوروبية كما في الكلمة اللاتينية vivus والتي تعني «على قيد الحياة».